# Piet Velthuizen
Piet Velthuizen est un footballeur international néerlandais, né le 3 novembre 1986 à Nimègue aux Pays-Bas. Il évolue au poste de gardien de but.

## Carrière
- 2006-2010 :  Vitesse Arnhem
- 2010-2011 :  Hércules Alicante
- 2011-2016 :  Vitesse Arnhem
- 2016-2017 :  Hapoël Haïfa
- 2017 :  Omonia Nicosie
- 2018-2019 :  AZ Alkmaar[1],[2]
- 2020 :  SC Telstar
- 2021 :  Fortuna Sittard

## Palmarès
Néant